# モーガン・ツァンギライ

ツァンギライ率いる民主変革運動の旗

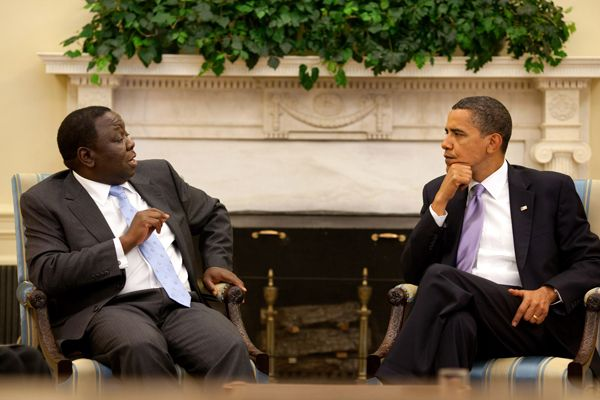
ホワイトハウスでバラク・オバマと会談するツァンギライ（2009年6月）

モーガン・リチャード・ツァンギライ（Morgan Richard Tsvangirai、1952年3月10日 - 2018年2月14日）は、ジンバブエの政治家。ジンバブエ最大野党である民主変革運動（MDC：ツァンギライ派・多数派）に所属し、同党の党首を務めた。2009年2月11日からジンバブエ・アフリカ民族同盟愛国戦線（ZANU-PF）と民主変革運動の連立政権においてジンバブエの首相となったが、2013年9月11日に退任した。Tsvangiraiという姓はチャンギライとも表記される。

## 経歴
1980年、与党であるZANU-PFに入党。1989年に、ジンバブエ労働組合会議（ZCTU）の事務総長に就任している。就任後はZANU-PF及び政府との関係が悪化。
1999年にはMDCを結党する。MDCはムガベ及びZANU-PFと対決姿勢を取る野党であり、白人農場主やムガベ政権に反対する黒人からの支持を得ていた。結党当初の議席数はわずか3であったが、1999年後半には政府より提案された大統領の権限を強化する憲法改訂に反対する運動を行う。結果、2000年2月の国民投票では反対票が過半数となり、憲法改訂は否決されることとなった。2000年6月の議会選挙においては、MDCが57議席とZANU-PFの62議席に匹敵する議席を獲得する大躍進を見せた。
2000年8月から白人が所有する大農場の強制収用が始まり、MDCにも弾圧が加えられるようになる。2000年10月には、ツァンギライ自身が逮捕される事態となった。この弾圧は、2004年の情報アクセス・プライバシー保護法（AIPPA）、治安維持法（POSA）、選挙委員会法等の成立・発効により一層強化されている。
2002年3月には大統領選挙に初めて出馬するが、激戦の末ムガベに敗北している。
ジンバブエ政府は、2003年6月にMDCが計画した反政府デモに対し治安部隊を出動させるなどの強硬な措置を取り、ツァンギライも逮捕される。
2005年にはMDCがツァンギライ派と反ツァンギライ派（ムタンバラ派）に分裂する。同年11月の議会選挙では、ZANU-PFが大半の議席を獲得する。
2007年3月11日、教会組織がハラレで行った祈りの集会を警察が襲撃。ツァンギライはまたも逮捕され、警察からの激しい暴行を受け負傷した。
2008年の大統領選挙においては当初ムガベを上回る票を獲得し、決選投票へと参戦する予定であったが、支持者への弾圧などにより撤退を余儀なくされている。（詳しくは2008年ジンバブエ大統領選挙を参照）
2008年9月、ツァンギライとムガベの間で連立政権樹立に関する合意が交わされるが、軍・警察の管轄を担当する閣僚のポストを巡って対立。最終的にはツァンギライ側が譲歩する形でツァンギライは2009年2月11日、ジンバブエ首相に就任。2009年2月13日には各閣僚も就任、新政権が発足。閣僚はZANU-PFから15人、MDCツァンギライ派から13人、MDCムタンバラ派から3人が選出された。
2009年3月6日、ブヘラへと向かっていたツァンギライ夫妻の乗った乗用車が、ハラレ南方でトラックと衝突し、ツァンギライは軽傷ですんだもののツァンギライ夫人が死亡した。以前もムガベにとって不都合とされた人物が交通事故で不審死を遂げた事があるため、民主変革運動（MDC）の関係者からは今回の事件も意図的だったのではないかとの声が上がった。2月に連立政権が成立ものの、ムガベが独裁体制を維持し続けたことで機能不全状態に陥った。
2013年7月31日に行われた大統領選挙では得票率が約34％にとどまり、現職のムガベに敗れたが、選挙には不正があったと主張。
2018年2月14日に南アフリカ共和国のヨハネスブルグの病院で大腸がんのため65歳で死去。